# Съвет на Европа
Внимание: Европейският съвет, Съветът на Европейския съюз и Съветът на Европа са различни организации, като последната не е институция на ЕС.
Съветът на Европа (СЕ), (на английски: Council of Europe; на френски: Conseil de l'Europe) е политическа международна организация на страните от Европа (т.нар. „Голяма Европа“ – 46 страни членки, за разлика от 27 страни членки на Европейския съюз), която работи за целите на европейската интеграция. Организацията насърчава сътрудничеството между всички държави в Европа в областта на правото, човешките права, демократичното развитие и културното сътрудничество. В организацията членуват 46 държави с около 655 милиона души население и тя е напълно самостоятелен орган, съществуващ отделно от ЕС. За разлика от ЕС, Съветът на Европа няма правомощия да създава закони. Двете организации споделят общ флаг и химн.
Два от най-известните органа на Съвета на Европа са Европейският съд по правата на човека, който прилага Европейска конвенция за защита правата на човека и основните свободи и Европейската фармакопея, която залага стандартите за фармацевтичните продукти в Европа. Съветът на Европа е създал множество стандарти, харти и конвенции, които улесняват сътрудничеството между европейските държави.
Най-важните органи на Съвета на Европа са Комитетът на министрите, съставен от министрите на външните работи на всички държави членки, Парламентарната асамблея, съставена от представители на парламентите на държавите членки и Генералният секретар, който оглавява секретариата на Съвета на Европа. Комисарят по човешките права в рамките на съвета има задача да спомага за спазването на човешките права.
Седалището на Съвета на Европа е разположено в Страсбург, Франция. Официалните езици са английски и френски език. Комитетът на министрите и Парламентарната асамблея използват за работни езици също немски и италиански език.

## История
В своя реч, изнесена на 19 септември 1946 г. в Цюрихски университет, Уинстън Чърчил говори за създаването на „един вид Съединени европейски щати“ и Съвет на Европа.
Създаването на подобна организация е дискутирано на конгрес с участието на хиляда представители от 20 страни от цяла Европа в Хага, Холандия през май 1948 г. под председателството на Чърчил. Пренебрегвайки политическите различия, конгресът изразява подкрепа на първите стъпки към сътрудничество, направени от Франция, Великобритания и трите страни от Бенелюкс с подписването през март същата година на Договора от Брюксел. На конгреса се сблъскват две различни позиции: според едната, новата организация трябва да е съюз от класически тип, в който всяка страна трябва да бъде представлявана от правителствени лица (федералисти). Според второто течение Съветът на Европа трябва да бъде независим орган със собствен парламент (юнионисти). В крайна сметка и двата подхода са комбинирани чрез създаването на Съвета на министрите и на Парламентарната асамблея. По-късно този междуправителствен и междупарламентарен модел е възприет и от Европейската общност, НАТО и ОССЕ.
Съветът на Европа е създаден на 5 май 1949 г. в Лондон в Двореца Сейнт Джеймс. Договорът от Лондон или Устав на Съвета на Европа е подписан от 10 държави: Белгия, Дания, Франция, Ирландия, Италия, Люксембург, Холандия, Норвегия, Швеция и Великобритания, като Гърция и Турция се присъединяват три месеца по-късно. След разпада на Източния блок в началото на 90-те, към Съвета се присъединяват и държавите от Централна и Източна Европа. Към 2012 в Съвета на Европа членуват всички държави от Европа без Беларус, Казахстан, Ватикана и непризнати държави.

## Цели и постижения
Чл.1(а) от Устава гласи: „Основната цел на Съвета на Европа е постигането на по-голямо единство между неговите членове за защита и реализиране на идеалите и принципите, които са тяхно общо наследство и улесняване на техния икономически и социален прогрес.“ Следователно, Съветът е отворен към всички държави, които целят европейска интеграция, приемат върховенството на закона и могат да гарантират зачитането на демокрацията, фундаменталните човешки права и свободи.
Докато членовете на ЕС предават част от своя национален суверенитет в някои специфични области на Европейската комисия и Европейския парламент, членовете на Съвета на Европа запазват своя суверенитет, но изработват заедно различни конвенции и си взаимодействат на базата на общи ценности и общи политически решения. Тези конвенции и решения са разработени от държавите членки, работещи заедно в Съвета на Европа, и като международни правни актове имат препоръчителен характер, докато конкретното европейско законодателство се определя от органите на ЕС. Двете организации действат заедно за подобряване на европейската интеграция. Образно казано, Съветът на Европа се разглежда като географски по-широк кръг, докато ЕС е по-тесен кръг, но с много по-висока степен на интеграция. Като част от международното право, конвенциите на Съвета на Европа могат да бъдат подписвани и от страни, които не са членове на организацията, като по този начин се улеснява сътрудничеството със страни извън Европа.
Едно от най-важните постижения на Съвета на Европа е приемането на Европейска конвенция за защита правата на човека и основните свободи през 1950 г. Чрез нея се създава Европейския съд по правата на човека. Съдът контролира спазването на конвенцията и по този начин действа като върховен европейски съд по правата на човека. Всеки европейски гражданин може да внесе жалба в този съд, ако смята, че фундаменталните му човешки права са били нарушени в неговата родина.
Съветът на Европа работи в следните области:
- Защита на върховенството на закона и насърчаване на правното сътрудничество чрез над 170 конвенции[2] и други договори, като сред тях са Конвенцията за киберпрестъпления, Конвенцията за предотвратяване на тероризма, Конвенциите срещу корупцията и организираната престъпност, Конвенцията за активни действия срещу трафика на хора и Конвенцията за човешките права и биомедицината.[5]
- Комитет на експертите в областта на тероризма, създаден за координация на антитерористичната дейност.
- Европейска комисия за ефективност на правосъдието
- Защита на човешките права чрез:
  - Европейската конвенция за защита на човешките права и основни свободи
  - Европейския комитет за предотвратяване на изтезанията
  - Европейската комисия срещу расизма и нетолерантността
  - Конвенцията за защита на децата срещу сексуални посегателства и експлоатация[6]
  - Европейската социална харта
  - Европейската харта за регионалните или малцинствените езици
  - Рамковата конвенция за защита на националните малцинства
- Защита на демокрацията чрез парламентарен контрол и наблюдение на изборите от Парламентарната асамблея, както и подпомагане за провеждане на демократични реформи чрез Венецианската комисия
- Насърчаване на културното многообразие и сътрудничество чрез Културната конвенция от 1954 г. и чрез няколко други конвенции за опазване на културното наследство, както и чрез Центъра за модерни езици в Грац, Австрия
- Насърчаване на честен спорт чрез Конвенцията за антидопинг.[7]
- Насърчаване на правото на образование чрез чл. 2 на Първи протокол на Европейската конвенция за защита правата на човека и основните свободи, както и чрез няколко други конвенции, свързани с университетското образование.
- Насърчаване на европейския младежки обмен чрез Европейските младежки центрове в Страсбург и Будапеща.
- Насърчаване на по-качествено производство на лекарства чрез Европейския директорат за качество на лекарствата.

## Органи

### Генерален секретар
Избира се за срок от 5 години от Парламентарната асамблея и оглавява секретариата на Съвета на Европа. Между 2009 и 2019 г. позицията за два мандата се заема от бившия министър-председател на Норвегия Турбьорн Ягланд. Понастоящем функцията се изпълнява от хърватката Мария Пейчинович Бурич.

### Комитет на министрите
В него влизат министрите на външните работи на страните членки на СЕ. Заседават веднъж или 2 пъти в годината. Повечето решения се вземат с квалифицирано мнозинство (2/3), процедурните решения – с обикновено мнозинство. Комитетът на министрите се председателства на ротационен принцип по азбучен ред, като на всеки 6 месеца председателят се сменя (май-ноември). Занимава се с приемането на конвенции, одобряване на бюджета на Съвета на Европа и др.

### Парламентарна асамблея на Съвета на Европа
По-известна е със съкращението ПАСЕ. Включва 321 представители на страните членки, плюс 321 техни заместници, които са представители на националните парламенти. Всяка страна може да има максимум 18 и минимум 2 представители (България има 6). Всяка парламентарна делегация трябва да представлява пропорционално партиите, представени в националния парламент т.е. трябва да бъдат представени както управляващите партии, така и опозиционните. Асамблеята заседава 4 пъти годишно по 1 седмица. От тези 4 заседания 3 са в Страсбург и 1 е в някоя от страните членки. ПАСЕ избира генерален секретар и заместник генерален секретар на Съвета на Европа, генерален секретар и съдии в Европейския съд по правата на човека. Асамблеята избира от своите членове и докладчици, чиято задача е подготовка на доклади по различни проблеми от дневния ред.

### Конгрес на местните и регионални власти
В него влизат общо 108 представители от страните членки. Той е двукамарен орган – включва Камара на регионите и Камара на местните органи. Председателят се избира от всяка от двете камари, като те се редуват. Конгресът се занимава с въпроси, свързани с популяризирането на местното самоуправление, трансграничното сътрудничество и др.

### Европейски съд по правата на човека
Намира се в Страсбург. Има 47 съдии с мандат от 9 години, без право на преизбиране, които се избират от ПАСЕ и отговарят лично за решенията си, а не от името на държавата си. Съдът не може да отменя решения на националните съдилища.

### Комисар по човешките права
Избира се от ПАСЕ за срок от 6 години. От април 2018 г. длъжността е заета от Дуня Миятович от Босна и Херцеговина.

## Членове, наблюдатели и партньори
Съветът на Европа е създаден на 5 май 1949 г. от Белгия, Дания, Франция, Ирландия, Италия, Люксембург, Нидерландия, Норвегия, Швеция и Великобритания. Гърция и Турция се присъединяват 3 месеца по-късно, а Исландия и Германия – на следващата година. След демократичните промени, бившите социалистически страни стават членове в периода 1990-1993 (България - през 1992), Украйна и Северна Македония през 1995, Русия и Хърватска - през 1996 г. Към 2012 г. в съвета членуват 47 държави, като Черна гора е последният приет член (2007).
Чл. 4 от устава на Съвета на Европа гласи, че всяка европейска държава може да стане член. Това определение се прилага в широкия му смисъл (особено в случая с Турция), за да могат повече държави да имат възможност за членство.   В резултат на това почти всички европейски държави са приети в съвета, с изключение на Беларус (заради проблеми със спазването на човешките права), Казахстан (заради едва 4% територия в Европа, но и поради проблеми със спазването на човешките права и недостатъчна демократизация), Ватикана (теокрация) и някои държави, които не са всеобщо признати.

### Напускане и изключване от съюза
След преврата на военната хунта в Гърция (1967), страната е изключена от Съвета на Европа и е приета обратно през 1974 г.
На 16 март 2022 г. Комитетът на министрите на Съвета на Европа взема решение за изключването на Русия от организацията поради извършените сериозни нарушения на правата на човека и международното хуманитарно право от страна на Руската федерация вследствие на нападението ѝ над Украйна, включително атаки срещу цивилни цели и хуманитарни коридори, несъвместими със статута на държава-членка. Ден по-рано Парламентарната асамблея на Съвета на Европа гласува единодушно – с 216 гласа за, 0 против и 3 въздържали се, за изключването на Русия. На 22 март 2022 г. Европейският съд по правата на човека приема резолюция относно последиците от прекратяването на членството на Руската федерация в Съвета на Европа в светлината на член 58 от Европейската конвенция за защита правата на човека и основните свободи, с която определя 16 септември 2022 г. за датата, на която Руската федерация ефективно престава да бъде високодоговаряща страна по Конвенцията.
Освен самия статут на пълноправен член на организацията, съществуват и други инструменти за участие на държави, които не са членки: наблюдател, кандидат, специален гост и демократичен партньор.

### Членове на Съвета на Европа
| Държава             | Столица        | Присъединяване    | Бележки |
| ------------------- | -------------- | ----------------- | --- |
| Нидерландия         | Амстердам      | 5 май 1949        | Основател |
| Белгия              | Брюксел        | 5 май 1949        | Основател |
| Люксембург          | Люксембург     | 5 май 1949        | Основател |
| Дания               | Копенхаген     | 5 май 1949        | Основател. Дания включва Фарьорските острови и Гренландия, но някои конвенции на Съвета на Европа, в които участва Дания, не се прилагат към тези територии. |
| Франция             | Париж          | 5 май 1949        | Основател |
| Норвегия            | Осло           | 5 май 1949        | Основател |
| Швеция              | Стокхолм       | 5 май 1949        | Основател |
| Великобритания      | Лондон         | 5 май 1949        | Основател |
| Ирландия            | Дъблин         | 5 май 1949        | Основател |
| Италия              | Рим            | 5 май 1949        | Основател |
| Гърция              | Атина          | 9 август 1949     | 1969: Режимът на полковниците временно прекратява членството на страната в Съвета преди да се гледа "Гръцкото дело", възбудено от Дания, Норвегия, Швеция и Нидерландия поради нарушаване на Европейската конвенция по правата на човека. Членството е възстановено през 1974.                                        |
| Исландия            | Рейкявик       | 7 март 1950       | |
| Турция              | Анкара         | 13 април 1950     | |
| Германия            | Берлин         | 13 юли 1950       | Федерална република Германия и Протекторатът Саар стават асоциирани членове през 1950 г. ФРГ става действителен член през 1951. След референдум през 1957 Саар се присъединява към Федералната република като провинция. Източните провинции на бившата ГДР стават членове след Обединението на Германия през 1990 г. |
| Австрия             | Виена          | 16 април 1956     | |
| Кипър               | Никозия        | 24 май 1961       | |
| Швейцария           | Берн           | 6 май 1963        | |
| Малта               | Валета         | 29 април 1965     | |
| Португалия          | Лисабон        | 22 септември 1976 | |
| Испания             | Мадрид         | 24 ноември 1977   | |
| Лихтенщайн          | Вадуц          | 23 ноември 1978   | |
| Сан Марино          | Сан Марино     | 16 ноември 1988   | |
| Финландия           | Хелзинки       | 5 май 1989        | |
| Унгария             | Будапеща       | 6 ноември 1990    | |
| Полша               | Варшава        | 26 ноември 1991   | |
| България            | София          | 7 май 1992        | |
| Естония             | Талин          | 14 май 1993       | |
| Литва               | Вилнюс         | 14 май 1993       | |
| Словения            | Любляна        | 14 май 1993       | |
| Чехия               | Прага          | 30 юни 1993       | Първоначално Чехия е член на Съвета като част от Чехословакия от 21 януари 1991 до разделянето на страната на 31 декември 1992. |
| Словакия            | Братислава     | 30 юни 1993       | Първоначално Словакия е член на Съвета като част от Чехословакия от 21 януари 1991 до разделянето на страната на 31 декември 1992. |
| Румъния             | Букурещ        | 7 октомври 1993   | |
| Андора              | Андора ла Веля | 10 ноември 1994   | |
| Латвия              | Рига           | 10 февруари 1995  | |
| Молдова             | Кишинев        | 13 юли 1995       | |
| Албания             | Тирана         | 13 юли 1995       | |
| Украйна             | Киев           | 9 ноември 1995    | |
| Северна Македония   | Скопие         | 9 ноември 1995    | До 12 февруари конституционното име е Република Македония, но поради спора с Гърция е наричана Бивша югославска република Македония. Днес Република Северна Македония (РСМ). |
| Хърватия            | Загреб         | 6 ноември 1996    | |
| Грузия              | Тбилиси        | 27 April 1999     | |
| Армения             | Ереван         | 25 януари 2001    | Вследствие Войната в Нагорни Карабах Съветът на Европа настойчиво призовава Армения и Азербайджан да прекратят ескалацията на бойните действия, подчертавайки в заявление, че поддържа и двете страни за мирно урегулиране на Нагорно-карабахския конфликт.                                                           |
| Азербайджан         | Баку           | 25 януари 2001    | Вследствие Войната в Нагорни Карабах Съветът на Европа настойчиво призовава Армения и Азербайджан да прекратят ескалацията на бойните действия, подчертавайки в заявление, че поддържа и двете страни за мирно урегулиране на Нагорно-карабахския конфликт.                                                           |
| Босна и Херцеговина | Сараево        | 24 април 2002     | |
| Сърбия              | Белград        | 3 април 2003      | Първоначално се присъединявана като Сърбия и Черна гора. След черногорския референдум за независимост (2006) Комитетът на министрите приема, че Сърбия е продължител на членството на бившата вече конфедерация. |
| Монако              | Монако         | 5 октомври 2004   | |
| Черна гора          | Подгорица      | 11 май 2007       | Първоначално страната е член на Съвета на Европа като част от Сърбия и Черна гора от 2003 г. |

## Взаимодействие

### Държави, които не са членки
Съветът на Европа работи основно с конвенции. Чрез изготвянето на конвенции и международни споразумения се установяват стандартите на обичайното право за държавите членки. Въпреки това, има някои конвенции, които са подписани и от нечленуващи държави. Важни примери за това са Конвенцията за киберпрестъплениия (подписана от Канада, Япония, Република Южна Африка и САЩ), Конвенцията за признаване на квалификациите, засягащи висшето образование (подписана от Австралия, Беларус, Канада, Казахстан, Киргизстан, Израел, Нова Зеландия и САЩ) и Антидопинговата конвенция (подписана от Австралия, Беларус, Канада и Тунис). Нечленуващи държави взимат участие и в някои органи към Съвета на Европа, като Венецианска комисия, ГРЕКО и др.

### Европейски съюз
Съветът на Европа не бива да се бърка с органите на Европейския съюз Съвет на Европейския съюз (Съвет на министрите) или Европейски съвет.
Взаимодействието между Съвета на Европа и Европейския съюз е особено задълбочено в областта на културата, образованието, в прилагането на международното право и при опазването на човешките права. Съществува съгласуваност и в съдебната практика – Съдът на Европейския съюз третира Конвенцията за защита на правата на човека и основните свободи като част от законодателството на ЕС, за да бъде избегнат конфликт с Европейския съд по правата на човека. Протокол 14 от конвенцията е създаден, за да позволи на ЕС да се присъедини към нея, а Договорът от Лисабон съдържа протокол, позволяващ свързването с конвенцията.

### ООН
Съветът на Европа има статут на наблюдател в ООН и редовно присъства в Общото събрание на ООН. Съветът организира и регионални конференции на ООН, свързани с правата на жените и борбата с расизма. Двете организации си сътрудничат и на други нива, в частност в областта на човешките права, малцинствата, миграцията и борбата с тероризма.

### Неправителствени организации
Неправителствените организации (НПО) могат да вземат участие в Конференцията на НПО на Съвета на Европа и да получават статут на наблюдатели. Съветът на Европа изготвя Европейската конвенция за признаване на НПО статута на юридически лица през 1986 г., което дава правно основание за съществуването и работата им. Член 11 от Конвенцията на защита правата на човека защитава правото на свобода на сдружаване, което е фундаментална норма за НПО.

## Символи
Съветът на Европа създава и използва още от 1955 г. като свой официален символ флага с 12-те златни звезди, подредени в кръг на син фон. Химнът на организацията от 1972 г. насам е европейският химн – последната част на Симфония № 9 на Лудвиг ван Бетовен – „Ода на Радостта“
На 5 май 1964 г., по време на петнадесетата годишнина от създаването на Съвета на Европа, е решено 5 май да бъде ден на Европа.

## Други
На Съвета на Европа е наречена улица в квартал „Лагера“ в София (Карта).